# Hydroeciodes zinda
Hydroeciodes zinda là một loài bướm đêm trong họ Noctuidae.